# Kiran Sihag
Kiran Sihag (13 listopada 1982) – indyjska zapaśniczka walcząca w stylu wolnym. Zajęła czternaste miejsce na mistrzostwach świata w 2002. Wicemistrzyni mistrzostw Azji w 2003 i mistrzostw Wspólnoty Narodów w 2003 roku.